# Список птиц Ростовской области
Список птиц Ростовской области включает более 300 видов. Среди них есть редкие, в том числе включённые в Красную книгу Российской Федерации: балобан, дрофа, стрепет, обыкновенный фламинго, краснозобая казарка, пискулька, пеликаны розовый и кудрявый, малый лебедь, белоглазый нырок (белоглазая чернеть), степной лунь, курганник филин и другие.

## Птицы Ростовской области

### Отряд Гагарообразные (Gaviiformes)

#### Семейство Гагаровые (Gaviidae)
- Род Gavia (Gavia)
  - 1. Гагара чернозобая (Gavia arctica)
  - 2. Гагара краснозобая (Gavia stellata)

### Отряд Поганкообразные (Podicipediformes)

#### Семейство Поганковые (Podicipedidae)
- Род Podiceps (Podiceps)
  - 3. Поганка красношейная (Podiceps auritus)
  - 4. Чомга (Podiceps cristatus)
  - 5. Поганка серощекая (Podiceps grisegena)
  - 6. Поганка черношейная (Podiceps nigricollis)
  - 7. Поганка малая (Podiceps ruficollis)

### Отряд Трубконосые (Procellariiformes)

#### Семейство Буревестниковые (Procellariidae)
- Род Puffinus (Puffinus)
  - 8. Буревестник малый (Puffinus puffinus)

### Отряд Веслоногие (Pelecaniformes)

#### Семейство Пеликановые (Pelecanidae)
- Род Pelecanus (Pelecanus)
  - 9. Пеликан кудрявый (Pelecanus crispus)
  - 10. Пеликан розовый (Pelecanus onocrotalus)

#### Семейство Баклановые (Phalacrocoracidae)
- Род Phalacrocorax (Phalacrocorax)
  - 11. Баклан хохлатый (Phalacrocorax aristotelis)
  - 12. Баклан большой (Phalacrocorax carbo)
  - 13. Баклан малый (Phalacrocorax pygmaeus)

### Отряд Голенастые (Ciconiiformes)

#### Семейство Цаплевые (Ardeidae)
- Род Ardea (Ardea)
  - 14. Цапля серая (Ardea cinerea)
  - 15. Цапля рыжая (Ardea purpurea)
- Род Ardeola (Ardeola)
  - 16. Цапля жёлтая (Ardeola ralloides)
- Род (Bubulcus Bonaparte) 
  - 17. Еги́петская ца́пля (Bubulcus ibis)
- Род Botaurus (Botaurus)
  - 18. Выпь большая (Botaurus stellaris)
- Род Egretta (Egretta)
  - 19. Цапля большая белая (Egretta alba)
  - 20. Цапля малая белая (Egretta garzetta)
- Род Ixobrychus (Ixobrychus)
  - 21. Волчок (Ixobrychus minutus)
- Род Nycticorax (Nycticorax)
  - 22. Кваква обыкновенная (Nycticorax nycticorax)

#### Семейство Ибисовые (Threskiornithidae)
- Род Platalea (Platalea)
  - 23. Колпица обыкновенная (Platalea leucorodia)
- Род Plegadis (Plegadis)
  - 24. Каравайка (Plegadis falcinellus)

#### Семейство Аистовые (Ciconiidae)
- Род Ciconia (Ciconia)
  - 25. Аист белый (Ciconia ciconia)
  - 26. Аист чёрный (Ciconia nigra)

### Отряд Фламингообразные (Phoenicopteriformes)

#### Семейство Фламинговые (Phoenicopteridae)
- Род Phoenicopterus (Phoenicopterus)
  - 27. Фламинго обыкновенный (Phoenicopterus roseus)

### Отряд Пластинчатоклювые (Anseriformes)

#### Семейство Утиные (Anatidae)
- Род Anas (Anas)
  - 28. Шилохвость обыкновенная (Anas acuta)
  - 29. Широконоска (Anas clypeata)
  - 30. Чирок-свистунок (Anas crecca)
  - 31. Свиязь обыкновенная (Anas penelope)
  - 32. Кряква обыкновенная (Anas platyrhynchos)
  - 33. Чирок-трескунок (Anas querquedula)
  - 34. Утка серая (Anas strepera)
- Род Anser (Anser)
  - 35. Гусь белолобый (Anser albifrons)
  - 36. Гусь серый (Anser anser)
  - 37. Пискулька (Anser erythropus)
  - 38. Гумённик (Anser fabalis)
- Род Aythya (Aythya)
  - 39. Нырок красноголовый (Aythya ferina)
  - 40. Чернеть хохлатая (Aythya fuligula)
  - 41. Чернеть морская (Aythya marila)
  - 42. Нырок белоглазый (Aythya nyroca)
- Род Branta (Branta)
  - 43. Казарка чёрная (Branta bernicla)
  - 44. Казарка белощёкая (Branta leucopsis)
- Род Bucephala (Bucephala)
  - 45. Гоголь обыкновенный (Bucephala clangula)
- Род Clangula (Clangula)
  - 46. Морянка (Clangula hyemalis)
- Род Cygnus (Cygnus)
  - 47. Лебедь малый (Cygnus bewickii)
  - 48. Лебедь-кликун (Cygnus cygnus)
  - 49. Лебедь-шипун (Cygnus olor)
- Род Melanitta (Melanitta)
  - 50. Турпан обыкновенный (Melanitta fusca)
  - 50. Синьга обыкновенная (Melanitta nigra)
- Род Mergus (Mergus)
  - 51. Луток (Mergus albellus)
  - 52. Крохаль большой (Mergus merganser)
  - 53. Крохаль длинноносый (Mergus serrator)
- Род Netta (Netta)
  - 54. Нырок красноносый (Netta rufina)
- Род Oxyura (Oxyura)
  - 55. Савка белоголовая (Oxyura leucocephala)
- Род Rufibrenta (Rufibrenta)
  - 56. Казарка краснозобая (Rufibrenta ruficollis)
- Род Somateria (Somateria)
  - 57. Гага обыкновенная (Somateria mollissima)
- Род Tadorna (Tadorna)
  - 58. Огарь (Tadorna ferruginea)
  - 59. Пеганка обыкновенная (Tadorna tadorna)

### Отряд Дневные хищные птицы (Falconiformes)

#### Семейство Скопиные (Pandionidae)
- Род Pandion (Pandion)
  - 60. Скопа (Pandion haliaetus)

#### Семейство Ястребиные (Accipitridae)
- Род Accipiter (Accipiter)
  - 61. Тювик европейский (Accipiter brevipes)
  - 62. Тетеревятник (Accipiter gentilis)
  - 63. Ястреб-перепелятник (Accipiter nisus)
- Род Aegypius (Aegypius)
  - 64. Гриф чёрный (Aegypius monachus)
- Род Aquila (Aquila)
  - 65. Беркут (Aquila chrysaetos)
  - 66. Могильник (Aquila heliaca)
  - 67. Степной орёл (Aquila nipalensis)
  - 68. Подорлик большой (Aquila clanga)
  - 69. Подорлик малый (Aquila pomarina)
- Род Buteo (Buteo)
  - 70. Канюк обыкновенный (Buteo buteo)
  - 71. Зимняк (Buteo lagopus)
  - 72. Курганник (Buteo rufinus)
- Род Настоящие змееяды (Circaetus)
  - 73. Змееяд (Circaetus gallicus)
- Род Circus (Circus)
  - 74. Лунь болотный (Circus aeruginosus)
  - 75. Лунь полевой (Circus cyaneus)
  - 76. Лунь степной (Circus macrourus)
  - 77. Лунь луговой (Circus pygargus)
- Род Gyps (Gyps)
  - 78. Сип белоголовый (Gyps fulvus)
- Род Haliaeetus (Haliaeetus)
  - 79. Орлан-белохвост (Haliaeetus albicilla)
  - 80. Орлан-долгохвост (Haliaeetus leucoryphus)
- Род Hieraaetus (Hieraaetus)
  - 81. Орёл-карлик (Hieraaetus pennatus)
- Род Milvus (Milvus)
  - 82. Коршун чёрный (Milvus migrans)
  - 83. Коршун красный (Milvus milvus)
- Род Neophron (Neophron)
  - 84. Стервятник (Neophron percnopterus)
- Род Pernis (Pernis)
  - 85. Осоед обыкновенный (Pernis apivorus)
- Род Pseudogyps (Pseudogyps)
  - 86. Гриф индийский (Pseudogyps bengalensis)

#### Семейство Соколиные (Falconidae)
- Род Falco (Falco)
  - 87. Балобан (Falco cherrug)
  - 88. Дербник (Falco columbarius)
  - 89. Пустельга степная (Falco naumanni)
  - 90. Сапсан (Falco peregrinus)
  - 91. Кречет обыкновенный (Falco rusticolus)
  - 92. Чеглок (Falco subbuteo)
  - 93. Пустельга обыкновенная (Falco tinnunculus)
  - 94. Кобчик обыкновенный (Falco vespertinus)

### Отряд Курообразные (Galliformes)

#### Семейство Тетеревиные (Tetraonidae)
- Род Lyrurus (Lyrurus)
  - 95. Тетерев обыкновенный (Lyrurus tetrix)

#### Семейство Фазановые (Phasianidae)
- Род Coturnix (Coturnix)
  - 96. Перепел обыкновенный (Coturnix coturnix)
- Род Perdix (Perdix)
  - 97. Куропатка серая (Perdix perdix)
- Род Phasianus (Phasianus)
  - 98. Фазан обыкновенный (Phasianus colchicus)

### Отряд Журавлеобразные (Gruiformes)

#### Семейство Журавлиные (Gruidae)
- Род Anthropoides (Anthropoides)
  - 99. Журавль-красавка (Anthropoides virgo)
- Род Grus (Grus)
  - 100. Журавль серый (Grus grus)
  - 101. Стерх (Grus leucogeranus)
  - 102. Журавль даурский (Grus vipio)

### Семейство Пастушковые (Rallidae)
- Род Crex (Crex)
  - 103. Коростель (Crex crex)
- Род Fulica (Fulica)
  - 104. Лысуха (Fulica atra)
- Род Gallinula (Gallinula)
  - 105. Камышница обыкновенная (Gallinula chloropus)
- Род Porzana (Porzana)
  - 106. Погоныш малый (Porzana parva)
  - 107. Погоныш обыкновенный (Porzana porzana)
  - 108. Погоныш-крошка (Porzana pusilla)
- Род Rallus (Rallus)
  - 109. Пастушок водяной (Rallus aquaticus)

#### Семейство Дрофиные (Otididae)
- Род Otis (Otis)
  - 110. Дрофа (Otis tarda)
- Род Tetrax (Tetrax)
  - 111. Стрепет (Tetrax tetrax)

### Отряд Ракшеобразные (Coraciiformes)

#### Семейство Сизоворонковые (Coraciidae)
- Род Coracias (Coracias)
  - 112. Сизоворонка обыкновенная (Coracias garrulus)

#### Семейство Зимородковые (Alcedinidae)
- Род Alcedo (Alcedo)
  - 113. Зимородок голубой (Alcedo atthis)

#### Семейство Щурковые (Meropidae)
- Род Merops (Merops)
  - 114. Щурка золотистая (Merops apiaster)

### Отряд Голубеобразные (Columbiformes)

#### Семейство Рябковые (Pteroclidae)
- Род Pterocles (Pterocles)
  - 115. Рябок чернобрюхий (Pterocles orientalis)
- Род Syrrhaptes (Syrrhaptes)
  - 116. Саджа обыкновенная (Syrrhaptes paradoxus)

#### Семейство Голубиные (Columbidae)
- Род Columba (Columba)
  - 117. Голубь сизый (Columba livia)
  - 118. Клинтух (Columba oenas)
  - 119. Вяхирь обыкновенный (Columba palumbus)
- Род Streptopelia (Streptopelia)
  - 120. Горлица кольчатая (Streptopelia decaocto)
  - 121. Горлица обыкновенная (Streptopelia turtur)

### Отряд Кукушкообразные (Cuculiformes)

#### Семейство Кукушковые (Cuculidae)
- Род Cuculus (Cuculus)
  - 122. Кукушка обыкновенная (Cuculus canorus)

### Отряд Совообразные (Strigiformes)

#### Семейство Совиные (Strigidae)
- Род Aegolius (Aegolius)
  - 123. Сыч мохноногий (Aegolius funereus)
- Род Asio (Asio)
  - 124. Сова болотная (Asio flammeus)
  - 125. Сова ушастая (Asio otus)
- Род Athene (Athene)
  - 126. Сыч домовый (Athene noctua)
- Род Bubo (Bubo)
  - 127. Филин обыкновенный (Bubo bubo)
- Род Nyctea (Nyctea)
  - 128. Сова белая (Nyctea scandiaca)
- Род Otus (Otus)
  - 129. Сплюшка (Otus scops)
- Род Strix (Strix)
  - 130. Неясыть серая (Strix aluco)

### Отряд Козодоеобразные (Caprimulgiformes)

#### Семейство Козодоевые (Caprimulgidae)
- Род Caprimulgus (Caprimulgus)
  - 131. Козодой обыкновенный (Caprimulgus europaeus)

### Отряд Стрижеобразные (Apodiformes)

#### Семейство Стрижиные (Apodidae)
- Род Apus (Apus)
  - 132. Стриж чёрный (Apus apus)

### Отряд Ржанкообразные (Charadriiformes)

#### Семейство Авдотковые (Burhinidae)
- Род Burhinus (Burhinus)
  - 133. Авдотка (Burhinus oedicnemus)

#### Семейство Ржанковые (Charadriidae)
- Род Arenaria (Arenaria)
  - 134. Камнешарка обыкновенная (Arenaria interpres)
- Род Charadrius (Charadrius)
  - 135. Зуёк морской (Charadrius alexandrinus)
  - 136. Зуёк малый (Charadrius dubius)
  - 137. Галстучник обыкновенный (Charadrius hiaticula)
- Род Chettusia (Chettusia)
  - 138. Кречётка (Chettusia gregaria)
- Род Eudromias (Eudromias)
  - 139. Хрустан (Eudromias morinellus)
- Род Pluvialis (Pluvialis)
  - 140. Ржанка золотистая (Pluvialis apricaria)
  - 141. Тулес (Pluvialis squatarola)
- Род Vanellus (Vanellus)
  - 142. Чибис обыкновенный (Vanellus vanellus)

#### Семейство Шилоклювковые (Recurvirostridae)
- Род Himantopus (Himantopus)
  - 143. Ходулочник (Himantopus himantopus)
- Род Recurvirostra (Recurvirostra)
  - 144. Шилоклювка (Recurvirostra avosetta)

#### Семейство Кулики-сороки (Haematopodidae)
- Род Haematopus (Haematopus)
  - 145. Кулик-сорока обыкновенный (Haematopus ostralegus)

#### Семейство Бекасовые (Scolopacidae)
- Род Actitis (Actitis)
  - 146. Перевозчик обыкновенный (Actitis hypoleucos)
- Род Calidris (Calidris)
  - 147. Песчанка (Calidris alba)
  - 148. Чернозобик (Calidris alpina)
  - 149. Песочник исландский (Calidris canutus)
  - 150. Краснозобик (Calidris ferruginea)
  - 151. Кулик-воробей (Calidris minuta)
  - 152. Песочник белохвостый (Calidris temminckii)
- Род Gallinago (Gallinago)
  - 153. Бекас обыкновенный (Gallinago gallinago)
  - 154. Дупель обыкновенный (Gallinago media)
- Род Limicola (Limicola)
  - 155. Грязовик (Limicola falcinellus)
- Род Limosa (Limosa)
  - 156. Веретенник малый (Limosa lapponica)
  - 157. Веретенник большой (Limosa limosa)
- Род Lymnocryptes (Lymnocryptes)
  - 158. Гаршнеп (Lymnocryptes minimus)
- Род Numenius (Numenius)
  - 159. Кроншнеп большой (Numenius arquata)
  - 160. Кроншнеп средний (Numenius phaeopus)
  - 161. Кроншнеп тонкоклювый (Numenius tenuirostris)
- Род Phalaropus (Phalaropus)
  - 162. Плавунчик круглоносый (Phalaropus lobatus)
- Род Philomachus (Philomachus)
  - 163. Турухтан (Philomachus pugnax)
- Род Scolopax (Scolopax)
  - 164. Вальдшнеп (Scolopax rusticola)
- Род Tringa (Tringa)
  - 165. Щёголь (Tringa erythropus)
  - 166. Фифи (Tringa glareola)
  - 167. Улит большой (Tringa nebularia)
  - 168. Черныш (Tringa ochropus)
  - 169. Поручейник (Tringa stagnatilis)
  - 170. Травник (Tringa totanus)
- Род Xenus (Xenus)
  - 171. Мородунка (Xenus cinereus)

#### Семейство Тиркушковые (Glareolidae)
- Род Cursorius (Cursorius)
  - 172. Бегунок обыкновенный (Cursorius cursor)
- Род Glareola (Glareola)
  - 173. Тиркушка степная (Glareola nordmanni)
  - 174. Тиркушка луговая (Glareola pratincola)

#### Семейство Поморниковые (Stercorariidae)
- Род Stercorarius (Stercorarius)
  - 175. Поморник короткохвостый (Stercorarius parasiticus)

#### Семейство Чайковые (Lariidae)
- Род Chlidonias (Chlidonias)
  - 176. Крачка белощёкая (Chlidonias hybridus)
  - 177. Крачка белокрылая (Chlidonias leucopterus)
  - 178. Крачка чёрная (Chlidonias niger)
- Род Gelochelidon (Gelochelidon)
  - 179. Крачка чайконосая (Gelochelidon nilotica)
- Род Hydroprogne (Hydroprogne)
  - 180. Чеграва (Hydroprogne caspia)
- Род Larus (Larus)
  - 181. Хохотунья (Larus cachinnans)
  - 182. Чайка серебристая (Larus argentatus)
  - 183. Чайка сизая (Larus canus)
  - 184. Клуша западная (Larus fuscus)
  - 185. Голубок морской (Larus genei)
  - 186. Клуша восточная (Larus heuglini)
  - 187. Бургомистр (Larus hyperboreus)
  - 188. Хохотун черноголовый (Larus ichthyaetus)
  - 189. Чайка морская (Larus marinus)
  - 190. Чайка черноголовая (Larus melanocephalus)
  - 191. Чайка средиземноморская (Larus michahellis)
  - 192. Чайка малая (Larus minutus)
  - 193. Чайка озёрная (Larus ridibundus)
- Род Rissa (Rissa)
  - 194. Моёвка (Rissa tridactyla)
- Род Sterna (Sterna)
  - 195. Крачка малая (Sterna albifrons)
  - 196. Крачка речная (Sterna hirundo)
- Род Thalasseus (Thalasseus)
  - 197. Крачка пестроносая (Thalasseus sandvicensis)

### Отряд Удодообразные (Upupiformes)

#### Семейство Удодовые (Upupidae)
- Род Upupa (Upupa)
  - 198. Удод обыкновенный (Upupa epops)

### Отряд Дятлообразные (Piciformes)

#### Семейство Дятловые (Picidae)
- Род Dendrocopos (Dendrocopos)
  - 199. Дятел белоспинный (Dendrocopos leucotos)
  - 200. Дятел большой-пёстрый (Dendrocopos major)
  - 201. Дятел средний-пёстрый (Dendrocopos medius)
  - 202. Дятел малый-пёстрый (Dendrocopos minor)
  - 203. Дятел сирийский (Dendrocopos syriacus)
- Род Dryocopus (Dryocopus)
  - 204. Желна (Dryocopus martius)
- Род Jynx (Jynx)
  - 205. Вертишейка обыкновенная (Jynx torquilla)
- Род Picus (Picus)
  - 206. Дятел седой (Picus canus)
  - 207. Дятел зелёный (Picus viridis)

### Отряд Воробьинообразные (Passeriformes)

#### Семейство Ласточковые (Hirundinidae)
- Род Delichon (Delichon)
  - 208. Ласточка городская (Delichon urbica)
- Род Hirundo (Hirundo)
  - 209. Ласточка деревенская (Hirundo rustica)
- Род Riparia (Riparia)
  - 210. Ласточка-береговушка (Riparia riparia)

#### Семейство Жаворонковые (Alaudidae)
- Род Alauda (Alauda)
  - 211. Жаворонок полевой (Alauda arvensis)
  - 212. Жаворонок индийский (Alauda gulgula)
- Род Calandrella (Calandrella)
  - 213. Жаворонок малый (Calandrella cinerea)
  - 214. Жаворонок серый (Calandrella rufescens)
- Род Eremophila (Eremophila)
  - 215. Жаворонок рогатый (Eremophila alpestris)
- Род Galerida (Galerida)
  - 216. Жаворонок хохлатый (Galerida cristata)
- Род Lullula (Lullula)
  - 217. Жаворонок лесной (Lullula arborea)
- Род Melanocorypha (Melanocorypha)
  - 218. Жаворонок степной (Melanocorypha calandra)
  - 219. Жаворонок белокрылый (Melanocorypha leucoptera)
  - 220. Жаворонок чёрный (Melanocorypha yeltoniensis)

#### Семейство Трясогузковые (Motacillidae)
- Род Anthus (Anthus)
  - 221. Конёк полевой (Anthus campestris)
  - 222. Конёк краснозобый (Anthus cervinus)
  - 223. Конёк луговой (Anthus pratensis)
  - 224. Конёк лесной (Anthus trivialis)
- Род Motacilla (Motacilla)
  - 225. Трясогузка белая (Motacilla alba)
  - 226. Трясогузка горная (Motacilla cinerea)
  - 227. Трясогузка желтоголовая (Motacilla citreola)
  - 228. Трясогузка черноголовая (Motacilla feldegg)
  - 229. Трясогузка жёлтая (Motacilla flava)
  - 230. Трясогузка желтолобая (Motacilla lutea или Motacilla flava lutea)

#### Семейство Сорокопутовые (Laniidae)
- Род Lanius (Lanius)
  - 231. Жулан обыкновенный (Lanius collurio)
  - 232. Сорокопут серый (Lanius excubitor)
  - 233. Сорокопут чернолобый (Lanius minor)

#### Семейство Иволговые (Oriolidae)
- Род Oriolus (Oriolus)
  - 234. Иволга обыкновенная (Oriolus oriolus)

#### Семейство Скворцовые (Sturnidae)
- Род Sturnus (Sturnus)
  - 235. Скворец розовый (Sturnus roseus)
  - 236. Скворец обыкновенный (Sturnus vulgaris)

#### Семейство Врановые (Corvidae)
- Род Corvus (Corvus)
  - 237. Ворон обыкновенный (Corvus corax)
  - 238. Ворона серая (Corvus cornix)
  - 239. Ворона чёрная (Corvus corone)
  - 240. Грач (Corvus frugilegus)
  - 241. Галка обыкновенная (Corvus monedula)
- Род Garrulus (Garrulus)
  - 242. Сойка обыкновенная (Garrulus glandarius)
- Род Nucifraga (Nucifraga)
  - 243. Кедровка (Nucifraga caryocatactes)
- Род Pica (Pica)
  - 244. Сорока обыкновенная (Pica pica)
- Род Pyrrhocorax (Pyrrhocorax)
  - 245. Галка альпийская (Pyrrhocorax graculus)
  - 246. Клушица (Pyrrhocorax pyrrhocorax)

#### Семейство Свиристелевые (Bombycillidae)
- Род Bombycilla (Bombycilla)
  - 247. Свиристель обыкновенный (Bombycilla garrulus)

#### Семейство Оляпковые (Cinclidae)
- Род Cinclus (Cinclus)
  - 248. Оляпка обыкновенная (Cinclus cinclus)

#### Семейство Крапивниковые (Troglodytidae)
- Род Troglodytes (Troglodytes)
  - 249. Крапивник обыкновенный (Troglodytes troglodytes)

#### Семейство Завирушковые (Prunellidae)
- Род Prunella (Prunella)
  - 250. Завирушка лесная (Prunella modularis)

#### Семейство Славковые (Sylviidae)
- Род Acrocephalus (Acrocephalus)
  - 251. Камышевка индийская (Acrocephalus agricola)
  - 252. Камышевка дроздовидная (Acrocephalus arundinaceus)
  - 253. Камышевка садовая (Acrocephalus dumetorum)
  - 254. Камышевка вертлявая (Acrocephalus paludicola)
  - 255. Камышевка болотная (Acrocephalus palustris)
  - 256. Камышевка-барсучок (Acrocephalus schoenobaenus)
  - 257. Камышевка тростниковая (Acrocephalus scirpaceus)
- Род Cettia (Cettia)
  - 258. Камышевка широкохвостая (Cettia cetti)
- Род Hippolais (Hippolais)
  - 259. Бормотушка северная (Hippolais caligata)
  - 260. Пересмешка зелёная (Hippolais icterina)
- Род Locustella (Locustella)
  - 261. Сверчок речной (Locustella fluviatilis)
  - 262. Сверчок соловьиный (Locustella luscinioides)
  - 263. Сверчок обыкновенный (Locustella naevia)
- Род Lusciniola (Lusciniola)
  - 264. Камышевка тонкоклювая (Lusciniola melanopogon)
- Род Phylloscopus (Phylloscopus)
  - 265. Пеночка-таловка (Phylloscopus borealis)
  - 266. Пеночка-теньковка (Phylloscopus collybita)
  - 267. Пеночка-трещотка (Phylloscopus sibilatrix)
  - 268. Пеночка зелёная (Phylloscopus trochiloides)
  - 269. Пеночка-весничка (Phylloscopus trochilus)
- Род Sylvia (Sylvia)
  - 270. Славка-черноголовка (Sylvia atricapilla)
  - 271. Славка садовая (Sylvia borin)
  - 272. Славка серая (Sylvia communis)
  - 273. Славка-завирушка обыкновенная (Sylvia curruca)
  - 274. Славка ястребиная (Sylvia nisoria)

#### Семейство Корольковые (Regulidae)
- Род Regulus (Regulus)
  - 275. Королёк красноголовый (Regulus ignicapillus)
  - 276. Королёк желтоголовый (Regulus regulus)

#### Семейство Мухоловковые (Muscicapidae)
- Род Ficedula (Ficedula)
  - 277. Мухоловка-белошейка (Ficedula albicollis)
  - 278. Мухоловка-пеструшка (Ficedula hypoleuca)
  - 279. Мухоловка малая (Ficedula parva)
  - 280. Мухоловка полуошейниковая (Ficedula semitorquata)
- Род Muscicapa (Muscicapa)
  - 281. Мухоловка серая (Muscicapa striata)

#### Семейство Дроздовые (Turdidae)
- Род Erithacus (Erithacus)
  - 282. Зарянка обыкновенная (Erithacus rubecula)
- Род Luscinia (Luscinia)
  - 283. Соловей обыкновенный (Luscinia luscinia)
  - 284. Соловей южный (Luscinia megarhynchos)
  - 285. Варакушка (Luscinia svecica)
- Род Oenanthe (Oenanthe)
  - 286. Каменка-плясунья (Oenanthe isabellina)
  - 287. Каменка обыкновенная (Oenanthe oenanthe)
  - 288. Каменка-плешанка (Oenanthe pleschanka)
- Род Phoenicurus (Phoenicurus)
  - 289. Горихвостка-чернушка (Phoenicurus ochruros)
  - 290. Горихвостка садовая (Phoenicurus phoenicurus)
- Род Saxicola (Saxicola)
  - 291. Чекан луговой (Saxicola rubetra)
  - 292. Чекан черноголовый (Saxicola torquata)
- Род Turdus (Turdus)
  - 293. Белобровик (Turdus iliacus)
  - 294. Дрозд чёрный (Turdus merula)
  - 295. Дрозд певчий (Turdus philomelos)
  - 296. Рябинник (Turdus pilaris)
  - 297. Деряба (Turdus viscivorus)

#### Семейство Суторовые (Paradoxornithidae)
- Род Panurus (Panurus)
  - 298. Синица усатая (Panurus biarmicus)

#### Семейство Длиннохвостые синицы (Aegithalidae)
- Род Aegithalos (Aegithalos)
  - 299. Синица длиннохвостая (Aegithalos caudatus)

#### Семейство Синицевые (Paridae)
- Род Parus (Parus)
  - 300. Московка (Parus ater)
  - 301. Лазоревка обыкновенная (Parus caeruleus)
  - 302. Синица хохлатая (Parus cristatus)
  - 303. Князёк обыкновенный (Parus cyanus)
  - 304. Синица большая (Parus major)
  - 305. Пухляк (Parus montanus)
  - 306. Гаичка черноголовая (Parus palustris)
- Род Remiz (Remiz)
  - 307. Ремез обыкновенный (Remiz pendulinus)

#### Семейство Поползневые (Sittidae)
- Род Sitta (Sitta)
  - 308. Поползень обыкновенный (Sitta europaea)

#### Семейство Пищуховые (Certhiidae)
- Род Certhia (Certhia)
  - 309. Пищуха обыкновенная (Certhia familiaris)

#### Семейство Воробьиные (Passeridae)
- Род Passer (Passer)
  - 310. Воробей домовый (Passer domesticus)
  - 311. Воробей черногрудый (Passer hispaniolensis)
  - 312. Воробей полевой (Passer montanus)
- Род Petronia (Petronia)
  - 313. Воробей каменный (Petronia petronia)

#### Семейство Вьюрковые (Fringillidae)
- Род Acanthis (Acanthis)
  - 314. Коноплянка обыкновенная (Acanthis cannabina)
  - 315. Чечётка обыкновенная (Acanthis flammea)
- Род Carduelis (Carduelis)
  - 316. Щегол обыкновенный (Carduelis carduelis)
  - 317. Зеленушка обыкновенная (Carduelis chloris)
  - 318. Чиж (Carduelis spinus)
- Род Carpodacus (Carpodacus)
  - 319. Чечевица обыкновенная (Carpodacus erythrinus)
- Род Coccothraustes (Coccothraustes)
  - 320. Дубонос обыкновенный (Coccothraustes coccothraustes)
- Род Fringilla (Fringilla)
  - 321. Зяблик (Fringilla coelebs)
  - 322. Юрок (Fringilla montifringilla)
- Род Loxia (Loxia)
  - 323. Клёст-еловик (Loxia curvirostra)
- Род Pinicola (Pinicola)
  - 324. Щур обыкновенный (Pinicola enucleator)
- Род Pyrrhula (Pyrrhula)
  - 325. Снегирь обыкновенный (Pyrrhula pyrrhula)

#### Семейство Овсянковые (Emberizidae)
- Род Calcarius (Calcarius)
  - 326. Подорожник лапландский (Calcarius lapponicus)
- Род Emberiza (Emberiza)
  - 327. Дубровник (Emberiza aureola)
  - 328. Просянка (Emberiza calandra)
  - 329. Овсянка обыкновенная (Emberiza citrinella)
  - 330. Овсянка садовая (Emberiza hortulana)
  - 331. Овсянка черноголовая (Emberiza melanocephala)
  - 332. Овсянка камышевая (Emberiza schoeniclus)
- Род Plectrophenax (Plectrophenax)
  - 333. Пуночка обыкновенная (Plectrophenax nivalis)